# Jangsu
Der Landkreis Jangsu (kor.: 장수군, Jangsu-gun) befindet sich in der Provinz Jeollabuk-do (Südkorea). Der Verwaltungssitz befindet sich in der Stadt Jangsu-eup.

Lage des Landkreises in der Provinz Jeollabuk-do

Im Osten des Landkreises befinden sich der Jangansan Park mit dem 1237 m hohen Jangansan. Im Westen des Landkreises liegt der 1151 m hohe Berg Palgongsan.
Ein Teil von Jangsu liegt auch im Einzugsbereich des Deogyusan (덕유산), einer Gebirgskette, in der sich auch der Deogyusan-Nationalpark befindet.
Der bekannteste Tempel ist der Singwangsa, dessen Ursprung im Jahre 865 liegt.
Weiterhin befindet sich im Landkreis die konfuzianische Schule Jangsu Hyanggyo, die im Jahre 1686 an ihrem jetzigen Standort verlegt wurde.

## Städtepartnerschaften
- Anyang, Südkorea, seit 1996
- Hapcheon, Südkorea, seit 1999
- Jinhae, Südkorea, seit 1999